# (32616) Nadinehan
(32616) Nadinehan est un astéroïde de la ceinture principale.

## Description
(32616) Nadinehan est un astéroïde de la ceinture principale. Il fut découvert le 19 août 2001 à Socorro (Nouveau-Mexique) par le projet LINEAR. Il présente une orbite caractérisée par un demi-grand axe de 2,74 UA, une excentricité de 0,06 et une inclinaison de 6,3° par rapport à l'écliptique.